# Hernstein Institut

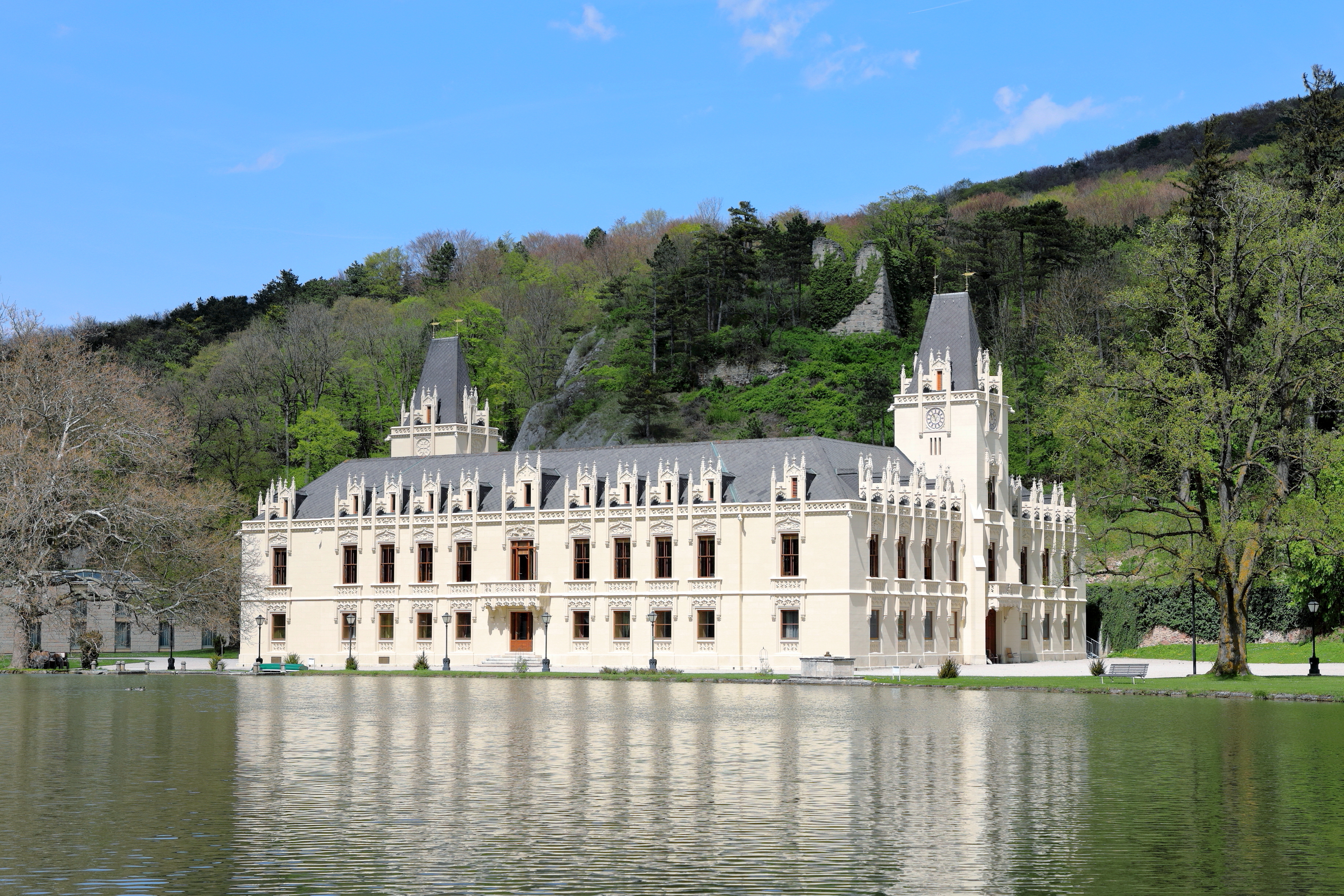
Schloss Hernstein

Das Hernstein Institut für Management und Leadership ist eine österreichische Einrichtung für Führungskräfteentwicklung. Gründerin und Institutsträgerin ist die Wiener Wirtschaftskammer, eine der neun Landesorganisationen der Wirtschaftskammer Österreich, beziehungsweise seit Jänner 2023 deren Fachhochschule.

## Angebot
Das Institut ist Spezialist für die Gestaltung von Lern- und Entwicklungsprozessen. Das Portfolio umfasst offene und Inhouse-Entwicklungsprogramme und Trainings, in denen der spezifische Hernstein Lernansatz zum Einsatz kommt. Praxisorientierung, Methodenvielfalt und das sogenannte Beratungstraining stehen dabei im Zentrum. Die Kombination aus fachlichem Imput, aktivem Arbeiten und intensiven Reflexionsphasen soll nachhaltiges Lernen ermöglichen. Potenzialanalysen, Coachings, Moderationen und Future Labs ergänzen das Angebot. Seit 2017 bietet das Institut den Masterstudiengang Leadership an. Etwa die Hälfte der durchgeführten Veranstaltungen entfallen auf Inhouse-Veranstaltungen, die zweite Hälfte verteilt sich auf die Entwicklungsprogramme, Potenzialanalysen und Trainings.
Als Hauptveranstaltungsort dient seit der Gründung das in der niederösterreichischen Marktgemeinde Hernstein gelegene denkmalgeschützte Schloss Hernstein, von dem sich auch der Institutsname ableitet. Derzeit trainieren und forschen am Hernstein Institut rund 60 Trainer und Trainerinnen. Viele von ihnen verfügen über eine gruppendynamische und/oder systemische Ausbildung.

## Geschichte
Bereits 1963 erwarb die Wirtschaftskammer Wien unter dem damaligen Präsidenten Rudolf Sallinger das Schloss von der Vorbesitzerin Erste Österreichische Sparkasse. Sallingers Idee war es, das Schloss als Ausbildungsstätte für Führungskräfte zu nutzen. Nach Abschluss des Ausbaues zum Seminarzentrum fand am 15. Februar 1966 das erste Seminar im Schloss Hernstein statt, ein Unternehmensplanspiel. Im Laufe des Jahres 1965 wurden 28 Arbeitstagungen durchgeführt. 1967 führte Traugott Lindner mit einem Trainerteam das erste gruppendynamische Seminar in Hernstein durch und legte damit den Grundstein für die konzeptionelle Ausrichtung von Hernstein und für den Schwerpunkt im Verhaltenstraining. Gruppendynamik ist seither ein zentraler Baustein des Hernstein Instituts. In den folgenden Jahren gelang es, das Hernstein Institut international zu vernetzen. Experten wie der "Vater der Motivforschung" Ernest Dichter, der Bürokratiekritiker Cyril Northcote Parkinson, der Motivationsexperte Frederick Herzberg sowie der Verbraucherschutzanwalt, spätere Präsidentschaftskandidat und Symbolfigur der Linksalternativen in den USA Ralph Nader wurden zu Tagungen nach Hernstein eingeladen.
Die 1970er-Jahre brachten eine weitere Herausarbeitung der Grundlagen der bis heute geltenden Hernstein-Philosophie: die Verbindung von betriebswirtschaftlichen Aspekten mit sozialer Kompetenz. Ab 1973 bot das Hernstein Institut neben Seminaren auch innerbetriebliche Trainings an. 1976 sprach der linksliberale Ökonom John Kenneth Galbraith aus Harvard anlässlich der Festveranstaltung 10 Jahre Hernstein. In den ersten 10 Jahren wurden insgesamt 1083 Veranstaltungen mit 22.810 Teilnehmern durchgeführt.
Die 1980er-Jahre standen unter dem Zeichen der ganzheitliche Betrachtung von Organisationen. Unternehmenskultur wurde zum Schlüsselbegriff und Organisationspsychologie zum gewichtigen Ausbildungsaspekt. Mit der Gründung des Geschäftsbereichs INTRO (Interne Trainings und Organisationsentwicklung) trug man dieser Entwicklung Rechnung. Weitere Referenten im zweiten Jahrzehnt des Bestehens waren Ota Šik, Igor Ansoff, Vance Packard, Paul Watzlawick, Joseph Weizenbaum, John Elkins (Naisbitt-Gruppe) und Frederic Vester.
Zum 20-jährigen Bestehen des Hernstein Instituts sprach der US-amerikanische Ökonom mit österreichischen Wurzeln Peter Drucker zum Thema Innovationsgeist und Unternehmertum in der Gesellschaft. In den 20 Jahren von der Gründung bis 1986 führte Hernstein 3087 Veranstaltungen mit 54.093 Teilnehmern durch. 1987 wurde erstmals auch Coaching angeboten. Unter anderen lehrten der Physiker und Systemtheoretiker Fritjof Capra, der Kybernetiker und Konstruktivist Heinz von Foerster sowie der Organisationsentwicklungsexperte Peter Senge in Hernstein.
Die 1990er-Jahre waren wesentlich von den Themen: die Aufgabe des Managers als Coach, Entwicklung interkultureller Fähigkeiten und Veränderungsmanagement - Change Management geprägt. 1991 erfolgte der Start des ersten Universitätslehrgangs für Unternehmensnachwuchs. 1992 beschäftigten sich Hernstein-Forschungsprojekte mit den Themen Konfliktgrammatik und Umwelt und Management. Das Buch "Gruppendynamik" wurde herausgegeben. Hernstein wurde der Status einer außeruniversitären wissenschaftlichen Einrichtung zuerkannt. 1994 wurde das Schloss Hernstein um einen weiteren Trakt erweitert. 
In den 2000er-Jahren stand das Institut thematisch unter dem Eindruck großer Veränderungsdynamiken durch Globalisierung und Internationalisierung. Interkulturelle Awareness, Selbstmanagement und Reflexionsfähigkeit traten ins Zentrum der Führungskompetenzentwicklung. Ab 2001 gab Hernstein mit dem Hernstein Management Report regelmäßige Studien zu Trends in der Personal- und Organisationsentwicklung heraus. Seit 2005 bietet Hernstein Potenzialanalysen für Führungskräfte an. 2006 konnte Hernstein zum 40-jährigen Bestehen des Instituts auf rund 100.000 Teilnehmer in etwa 4.500 Veranstaltungen verweisen. Gleichzeitig läuteten Referenten wie Alfried Längle, Joachim Bauer, Edgar Schein und Rüdiger Safranski am Jubiläums-Symposium unter dem Titel Leadership macht Sinn bereits den thematischen Fokus der kommenden Jahre ein. 2008 bestätigte ein interdisziplinäres Forschungsprojekt die Wirksamkeit des Lernansatzes "Hernstein Prinzip".
Ab 2010 verstärkte das Institut seine Ausrichtung auf Leadership-Kompetenz. Volatile, unsichere, komplexe und mehrdeutige Zeiten ("VUCA") verlangten nach Führungskräften, die andere inspirieren und für den Wandel befähigen. Agiles Führen, Transformationales Führen, Kollaboration und Ko-Kreation begleiteten daher thematisch das 50-jährige Jubiläum des Instituts im Jahr 2016. Zugleich erschien das Buch "Weil Führung sich ändern muss. Aufgaben und Selbstverständnis in der digitalisierten Welt". Der Startschuss des neuen Masterstudienganges Leadership erfolgte im Herbst 2017 in Kooperation mit der FHWien.
Im Jänner 2023 wurde das Hernstein Institut von der FHWien der Wirtschaftskammer Wien übernommen.

## Periodika
- Hernsteiner, zweimal jährlich, seit 1988
- Hernstein Management Report, vier- bis fünfmal jährlich, seit 2004
- Elektronischer Hernstein Newsletter, viermal jährlich, seit 2008